# Dvojni četverec
Dvojni četverec je tip čolna in veslaška disciplina pri športnem veslanju.
Čoln je blikovan tako, da v njem eden za drugim sedijo štirje veslači, ki čoln poganjajo s štirimi pari vesel.  
Čoln za dvojni četverec je podolgovat in ozek, v prerezu pa je polkrožen. Taka oblika čolna je pomembna zaradi čim manjšega vodnega upora. Čoln ima običajno proti zadnjemu delu v vodi enojni stabilizator, ki skrbi za uravnavanje smeri ter pokončno stabilnost. Sprva so bili čolni narejeni iz lesa, danes pa jih izdelujejo iz kompozitnih materialov (običajno iz plastike, ojačane z ogljikovimi vlakni). Sodobni čolni so tako znatno lažji in bolj trpežni od starih. Dvojni četverec je ena od uradno priznanih olimpijskih disciplin, ki jo Mednarodna veslaška zveza priznava od Poletnih olimpijskih iger 1976 naprej. FISA zaradi zagotavljanja enakih pogojev točno določa minimalno maso čolnov.
Kadar čoln poganjajo štirje veslači s štirimi vesli, gre za disciplino četverec s krmarjem ali za četverec brez krmarja, kar je odvisno od tega, ali je v čolnu še peti član posadke, ki se imenuje krmar. Dvojni četverec je zaradi večjega števila vesel in drugačne razporeditve sil pri veslanju hitrejši od obeh omenjenih »enojnih« četvercev.